# Notogomphus rüppeli
Notogomphus rüppeli är en trollsländeart som först beskrevs av Selys 1858.  Notogomphus rüppeli ingår i släktet Notogomphus och familjen flodtrollsländor. Inga underarter finns listade i Catalogue of Life.